# Johann Georg von Dewitz
Johann-Georg Karl Ludwig Emil von Dewitz (ur. 8 sierpnia 1878 w Meesow; zm. 8 lutego 1958 w Kuglmoos) był pruskim majorem i niemieckim posłem i politykiem (DNVP).

## Rodzina
Jego rodzicami byli Oskar von Dewitz (1845–1932) i jego żona Elisabeth, z domu von Loeper (1852–1940).

## Kariera wojskowa
Po ukończeniu gimnazjum w Szczecinie, Dewitz rozpoczął karierę wojskową w armii pruskiej, dołączając do 2. Pułku Grenadierów „König Friedrich Wilhelm IV.“ (1. Pomorski) jako oficer kadet. Został awansowany na porucznika w 1900 r., służył jako adiutant batalionu od 1906 r. i awansował na porucznika w 1909 r. W latach 1909–1912 uczęszczał do Akademii Wojennej w Berlinie. W 1914 r. awansował na kapitana.
Dewitz brał udział w I wojnie światowej. 7 września 1914 r. został ranny w  bitwie nad Marną podczas służby w 1. Armii. Wrócił na pole walki w listopadzie 1914 r., w marcu 1915 r. został mianowany dowódcą batalionu i służył pod dowództwem generalnego intendenta Kwatery Głównej od marca 1917 r. do listopada 1918 r. Po rewolucji listopadowej przeszedł na emeryturę w stopniu majora.

## Kariera polityczna
W lutym 1919 r. założył Pomorską Ligę Ziemską (Reichslandbund) w Szczecinie. Dewitz pełnił funkcję Komisarza Rzeszy ds. Pomocy Wschodniej (Biuro Regionalne Köslin) i wywołał skandal Pomocy Wschodniej. W wyborach do Reichstagu w maju 1924 r. Dewitz został wybrany do niemieckiego Reichstagu z ramienia Niemieckiej Narodowej Partii Ludowej (DNVP), gdzie zasiadał do maja 1928 r. Dewitz był fotografem amatorem. W pierwszej połowie 1925 roku zabrał aparat do Reichstagu. Z jego około 600 zdjęć, jego parlamentarny kolega Walther Lambach wybrał około 50 do zilustrowania swojej książki Die Herrschaft der Fünfhundert (1926). Były to nieformalne, niemal intymne zdjęcia, robione na posiedzeniach komisji i grup parlamentarnych, a także w innych pomieszczeniach, do których fotoreporterzy nie mieli dostępu. Doświadczenia Dewitza prawdopodobnie wpłynęły również na przedstawienie doświadczeń fikcyjnego przeciętnego parlamentarzysty „Müller-Hinterwalden” z Neustadt, który został niedawno wybrany i musi odnaleźć się w codziennej rutynie Reichstagu, .